# Velké Losiny
Velké Losiny är en ort i Tjeckien.   Den ligger i distriktet Okres Šumperk och regionen Olomouc, i den östra delen av landet, 190 km öster om huvudstaden Prag. Velké Losiny ligger 396 meter över havet och antalet invånare är 2 862.
Terrängen runt Velké Losiny är huvudsakligen kuperad, men den allra närmaste omgivningen är platt. Velké Losiny ligger nere i en dal.Runt Velké Losiny är det ganska tätbefolkat, med 80 invånare per kvadratkilometer. Närmaste större samhälle är Šumperk, 8,9 km sydväst om Velké Losiny. Trakten runt Velké Losiny består till största delen av jordbruksmark.